# R-HM

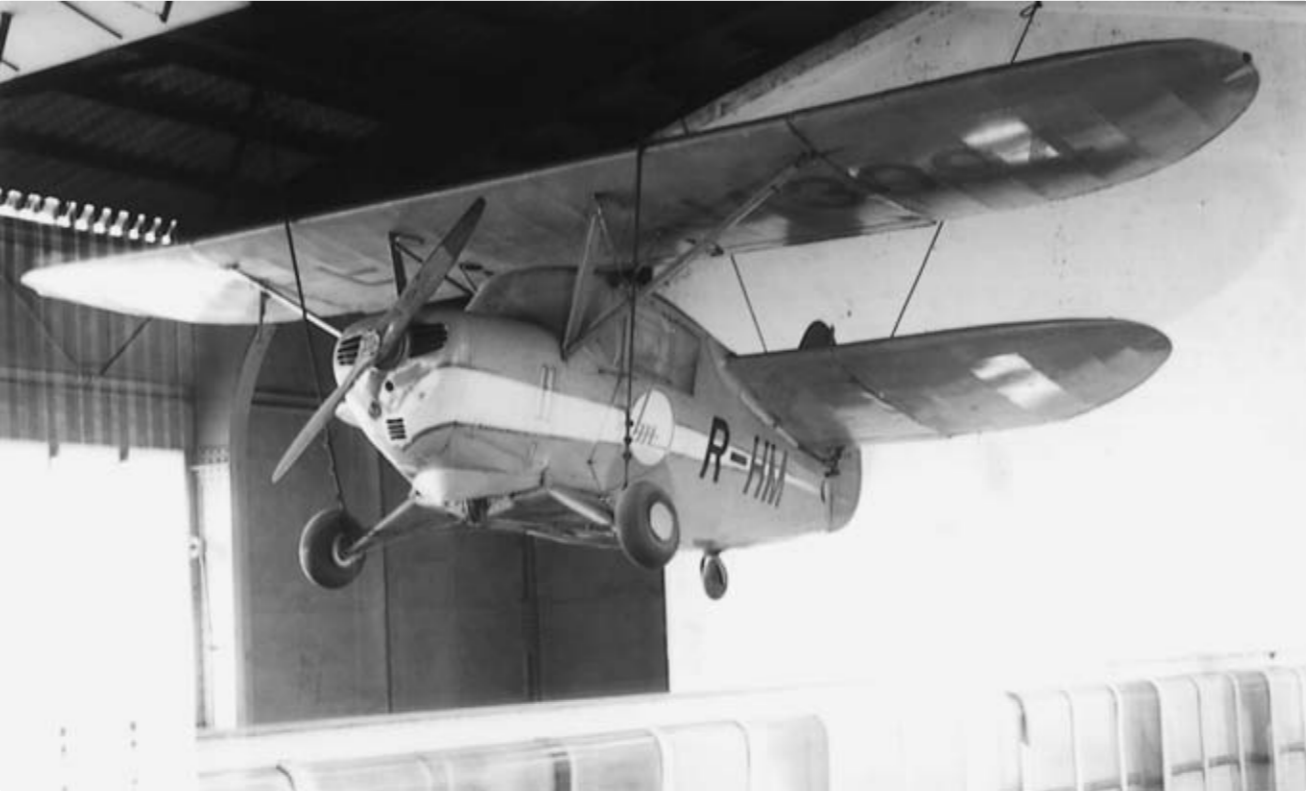
新立川飛行機 R-HM

R-HMは、日本の新立川飛行機が製作した軽飛行機である。「立飛R-MH-310」と呼称する場合もある。

## 概要
フランス人技師のアンリ・ミニエ（MH）が1954年（昭和29年）に来日し、新立川航空機で彼の指導の下で製作したのが当形式である。10月20日にミニエ自身の手で試作機（機体記号：JA3094）の初飛行に成功した。新立川では空のジープとして海外の飛行場が未整備の国に輸出する意向であったが、戦前に導入した同種の機体は、独特の操縦方法が原因で事故が多く、航空当局から耐空証明を交付するのを拒否されたため、結局量産されなかった。

## 機体
R-HMは、アンリ・ミニエが考案した串形翼と前翼遊動操縦方式を採用している。そのため通常は操縦に使われるエルロンと昇降舵がなく、かわりに前翼の取り付け角度の変化と方向舵だけで操縦を行うものである。ミニエはこのアイディアをホームビルト機のプー・ド・シェルとして具体化し世界各国に売り込みをかけていた。日本も戦前の1936年（昭和11年）に2機が輸入されたほか、日本飛行機が「雲雀号」の名称で25機をライセンス生産した。
この種の機体は失速しにくく、低速で飛行することが出来るという利点がある反面、操縦が極度に難しいという欠点があった。実際に操縦できるのは相当のベテランパイロットでなければ難しく、R-HMも日本人で満足に操縦できたのは戦時中に陸軍航空隊のエースであった黒江保彦（当時、航空自衛官）ぐらいだといわれている。その後、機体は一時東京都にあった交通博物館で展示された後、1973年（昭和48年）に新立川へ返還され保管された。2014年4月17日から同月20日の間、立川市の立飛リアルエステート南地区12号棟で一般公開が行われた。
2020年には立飛ホールディングスも経営に関わる立川市の複合施設「GREEN SPRINGS」に移され、同施設内の店舗で一般公開されている。

## 仕様
- 乗員: パイロット1又は2名
- 座席数: 2席
- 全長: 5.80 m
- 全幅: 8.00 m
- 全高: 2.00 m
- 翼面積: （前翼）11.06m2 （後翼）7.66m2
- 空虚重量: 413 kg
- 全備重量: 645 kg
- 動力: コンチネンタル C-90-12Fレシプロエンジン（95hp）単発
- 最大速度: 150 km/h
- 航続距離: 640 km
- 最大運用高度: 3,000 m